# Balatonboglár
Balatonboglár je gradić u središnjoj zapadnoj Mađarskoj.
Zauzima površinu od 32,04 km četvorna.

## Zemljopisni položaj
Nalazi se na 46° 46′ 42,42″ sjeverne zemljopisne širine i 17° 39′ 17,57″ istočne zemljopisne dužine, na obali Blatnog jezera.
Fonyód je jugozapadno uz obalu, Čeja je jugozapadnije, Szőlősgyörök i Gyugy su južno, Latran i Latranska pustara su jugoistočno, Balatonlelle je sjeveroistočno uz obalu.

## Upravna organizacija
Nalazi se u Fonjodskoj mikroregiji u Šomođskoj županiji. Poštanski broj je 8630. Upravno mu pripada 1 km udaljeno naselje Szőlőskislak koji mu je pripojen 1991., odnosno još 1986. kao dio spojenog naselja Boglárlellea.

## Povijest
1978. bio je spojen s Balatonlelleom u Boglárlelle, a 1991. je opet osamostaljen i dobio je status grada, a u naselja koja su izdvojena kao dio Balatonboglára bilo je i 1 km udaljeno selo Szőlőskislak.

## Promet
Nalazi se na željezničkoj pruzi Budimpešta - Stolni Biograd - Velika Kaniža i državnoj cestovnoj prometnici br. 7. Južno prolazi cestovna prometnica E71 (M7).

## Stanovništvo
Balatonboglár ima 5928 stanovnika (2001.). Većina su Mađari, a 0,4&% su Nijemci.

## Vanjske poveznice
- (mađarski) Službena stranica